# Joe Adler
Pour les articles homonymes, voir Adler.
Joe Adler est un acteur américain. Il est connu pour avoir interprété le rôle de Zart dans Le Labyrinthe, de Jason Wylie dans Mentalist et de Isaac Cross dans Grey's Anatomy.

## Filmographie

### Cinéma
- 2011 : Prom : Rolo
- 2014 : Le labyrinthe : Zart
- 2017 : Kill Game : Nathan Nesbitt

### Courts-métrages
- 2013 : The Day I Finally Decided to Kill Myself

### Télévision

#### Séries télévisées
- 2010 : Detroit 1-8-7 : Cliff Rouse
- 2010 : NCIS : Enquêtes spéciales : Matthew Gray
- 2012 : Bones : Junior Babcock
- 2012 : Modern Family : Aidan Schwartz
- 2012-2014 : Shameless : Colin Milkovich (3 épisodes)
- 2013 : Les experts : Jeremy Douglass
- 2013 : Workaholics : High School Jerk
- 2013-2015 : Mentalist : Jason Wylie (26 épisodes)
- 2015 : Esprits criminels : Danny Lee Stokes (saison 10, épisode 22)
- 2015-2017 : Grey's Anatomy : Dr Isaac Cross (18 épisodes)
- 2016 : Chicago P.D. : Gerald Dougherty
- 2017 : American Crime Story : Jerome (2 épisodes)
- 2017 : Ten Days in the Valley : Marshall
- 2017 : Twin Peaks : Roger (3 épisodes)
- 2017-2018 : Damnation : DL Sullivan (10 épisodes)
- 2019 : Good Doctor : Larry Childs (Saison 2 épisode 15)
- 2021 : The Rookie : Dan Marcie (Saison 3 épisode 7)
- 2022 : Bosch Legacy: Jeffrey Herstadt (Saison 1 épisode 1)

#### Téléfilms
- 2011 : Field of Vision : Cory Kimble
- 2016 : Zoobiquity : Richard Samuels